# Isuzu Fargo
Isuzu Fargo – samochód dostawczy produkowany w dwóch generacjach przez japońską firmę Isuzu w latach 1980–2001. Dostępny m.in. w wersji ciężarowej, van oraz kamper. Do napędu używano silników R4. Moc przenoszona była na oś tylną lub na cztery koła poprzez 4-, 5-biegową manualną bądź 3-, 4- automatyczną skrzynię biegów. Druga generacja była bliźniaczą odmianą samochodu Nissan Caravan. Następcą został model Como.

## Dane techniczne (2,0 l)

### Silnik
- R4 2,0 l (1994 cm³), 2 zawory na cylinder, OHC
- Producent: Isuzu
- Moc maksymalna: 95 KM (69 kW) przy 4500 obr./min
- Maksymalny moment obrotowy: 118 N•m przy 2500 obr./min

### Osiągi
- Przyspieszenie 0-100 km/h: b/d
- Prędkość maksymalna: 135 km/h przy silniku 2,2 Diesel

## Galeria

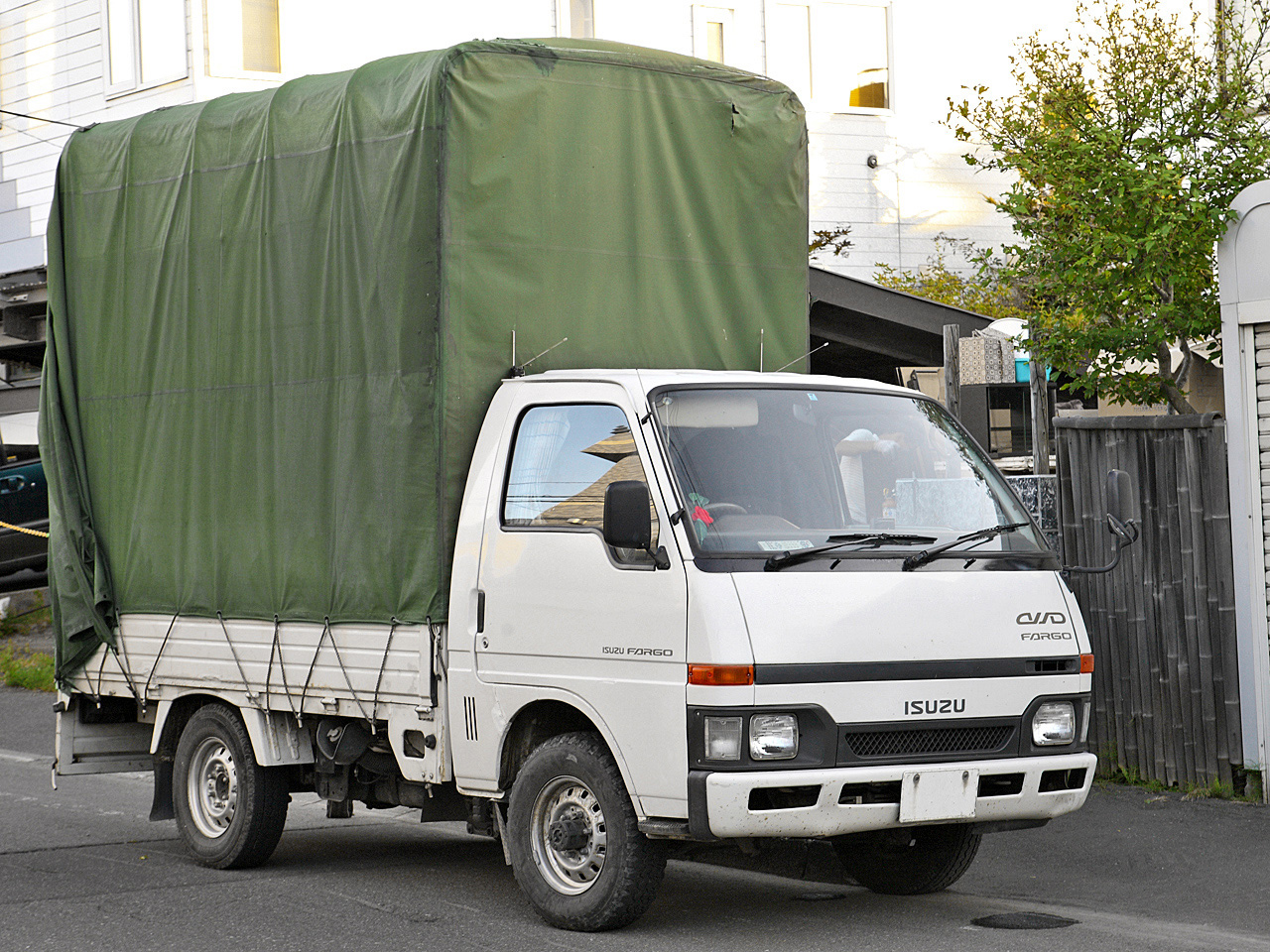
Isuzu Fargo
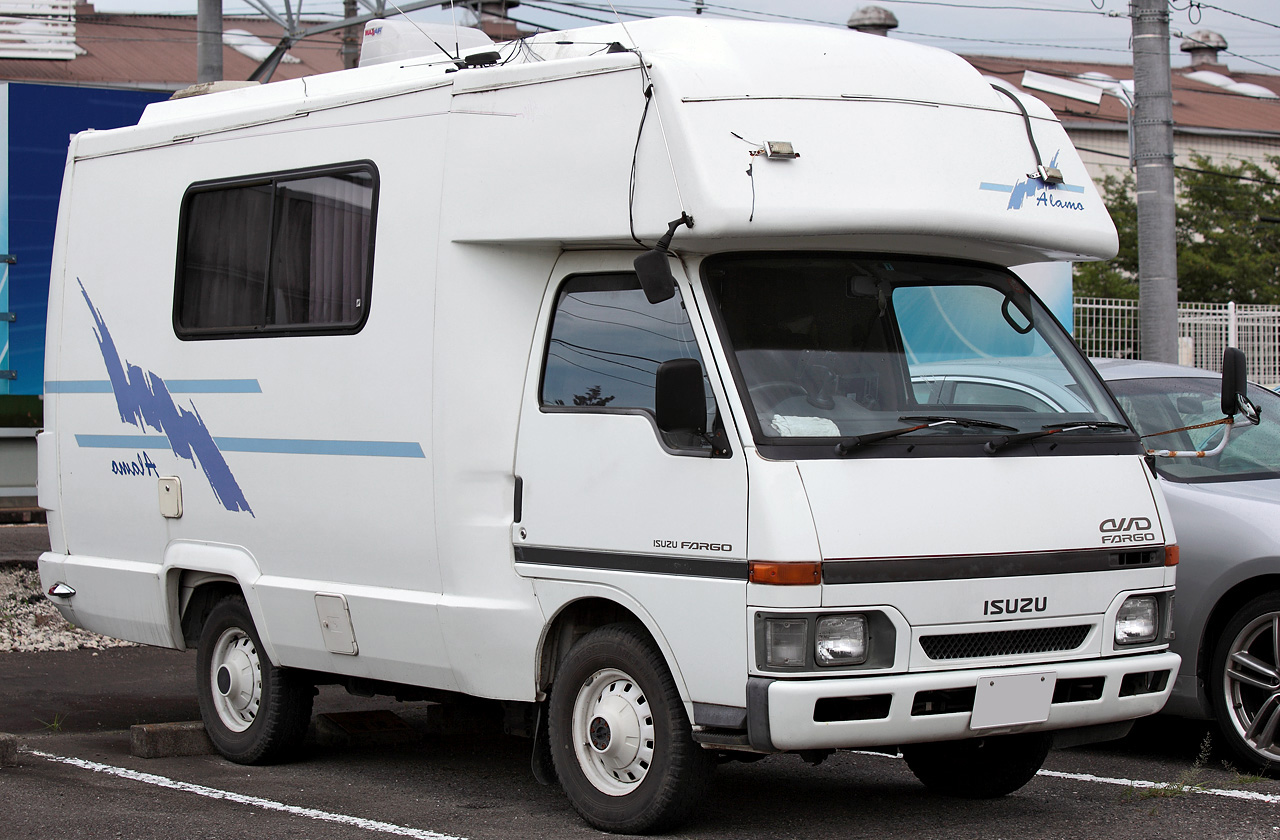
Isuzu Fargo w wersji kamper
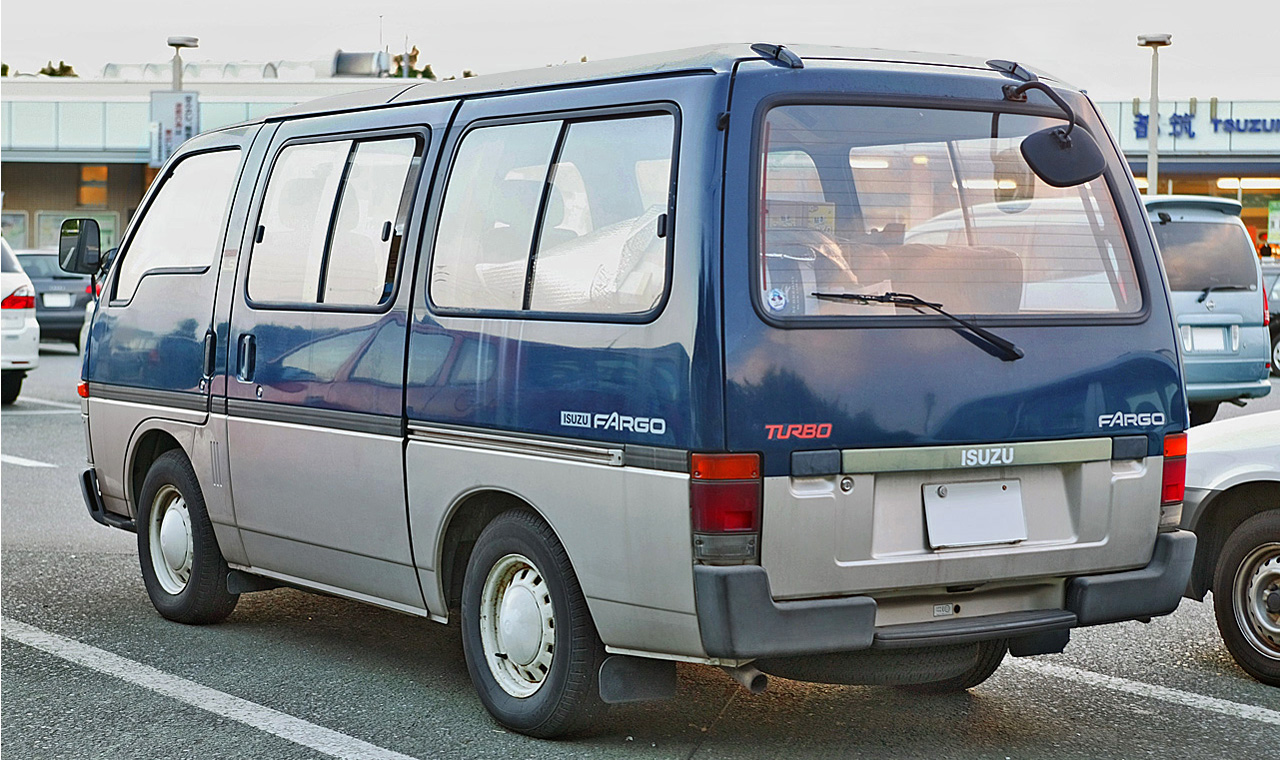
Isuzu Fargo - tył pojazdu
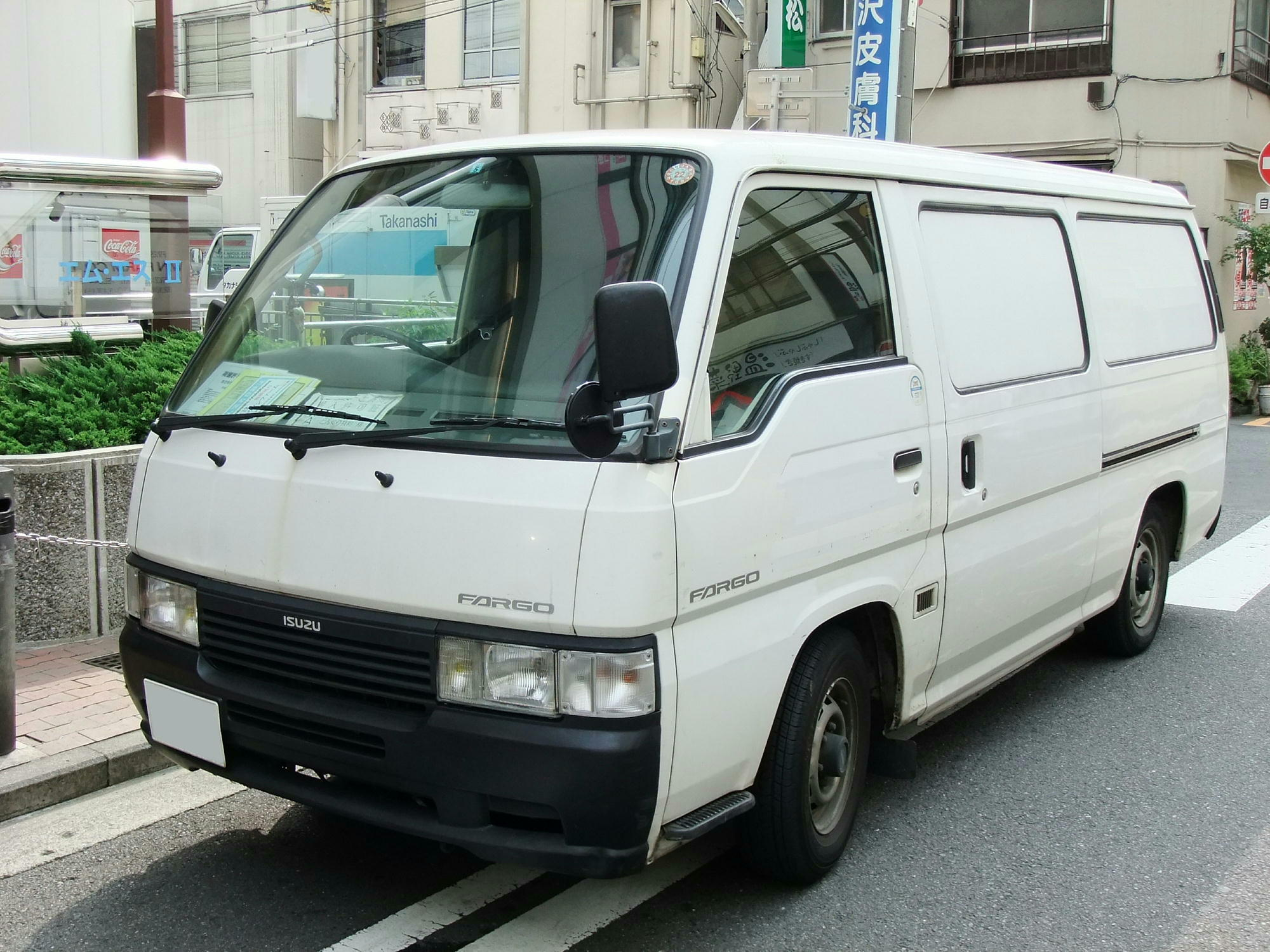
Isuzu Fargo II generacji